# اچ‌ام‌اس فلای (۱۸۳۱)
اچ‌ام‌اس فلای (۱۸۳۱) (به انگلیسی: HMS Fly (1831)) یک کشتی بود که طول آن ۱۱۴ فوت ۴ اینچ (۳۴٫۸ متر) بود. این کشتی در سال ۱۸۳۱ ساخته شد.